# Royston Drenthe
Royston Ricky Drenthe (n. 8 aprilie 1987, Rotterdam) este un fotbalist neerlandez retras din activitate. 
Pentru transferul său, Real Madrid a plătit echipei Feyenoord Rotterdam suma de 13,5 milioane de euro. Are 2 fete, una născută în 2008 și una în 2009.